# Pałac Pokutyńskich w Krakowie
Pałac Pokutyńskich – zabytkowa kamienica znajdująca się w Krakowie, w dzielnicy I Stare Miasto, na Piasku, przy ul. Karmelickiej 29.
Jest to neorenesansowy, trójkondygnacyjny budynek wzniesiony w latach 1874–1876 według projektu architekta Filipa Pokutyńskiego, jako jego dom własny.
Sufit reprezentacyjnego salonu na pierwszym piętrze zdobi plafon. W oknach na klatce schodowej znajdują się witraże wykonane w 1918 roku przez Zakład Witrażów Żeleńskiego. Balustradę schodów na pierwszym piętrze zdobi rzeźba Wenus.

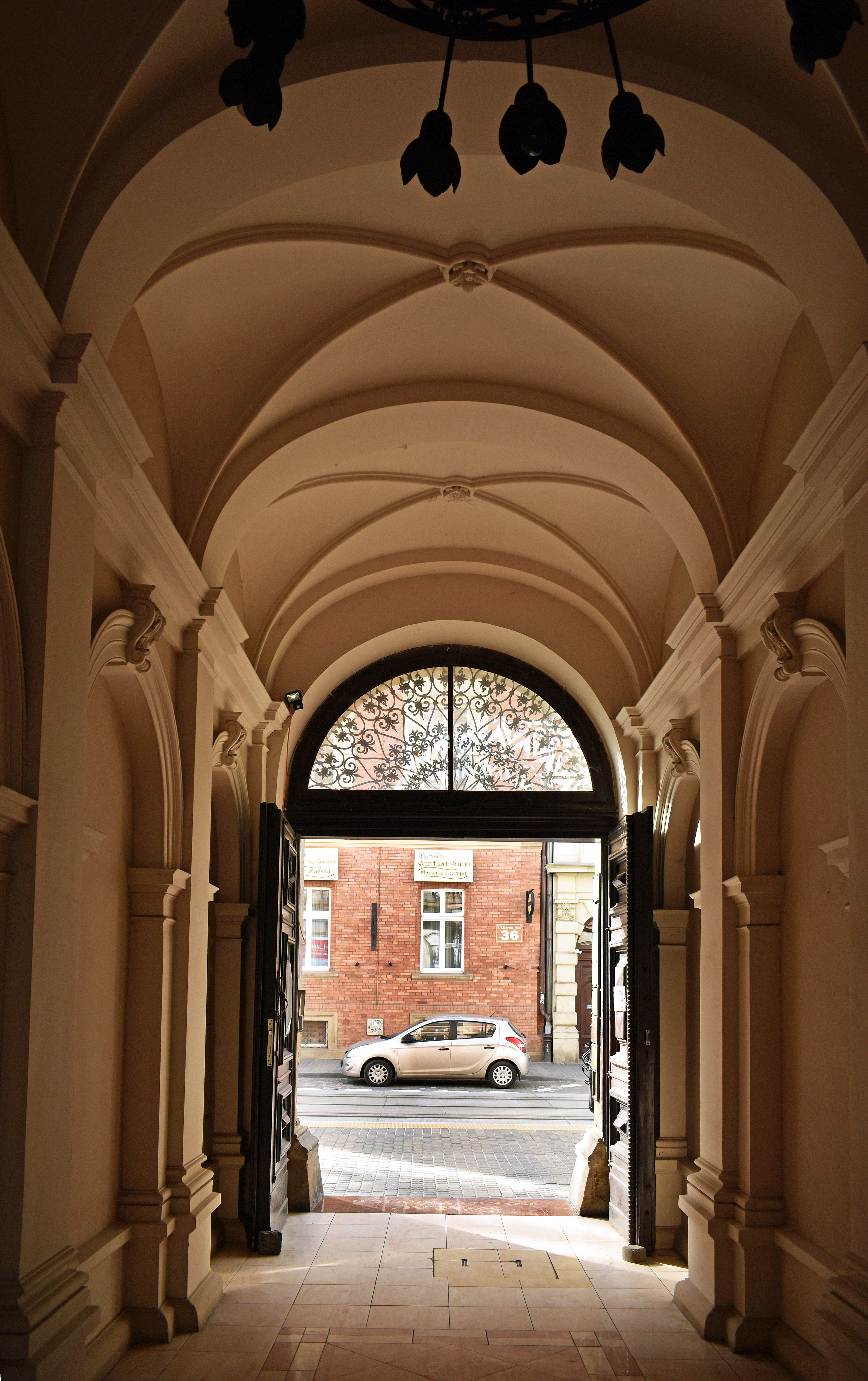
Sień
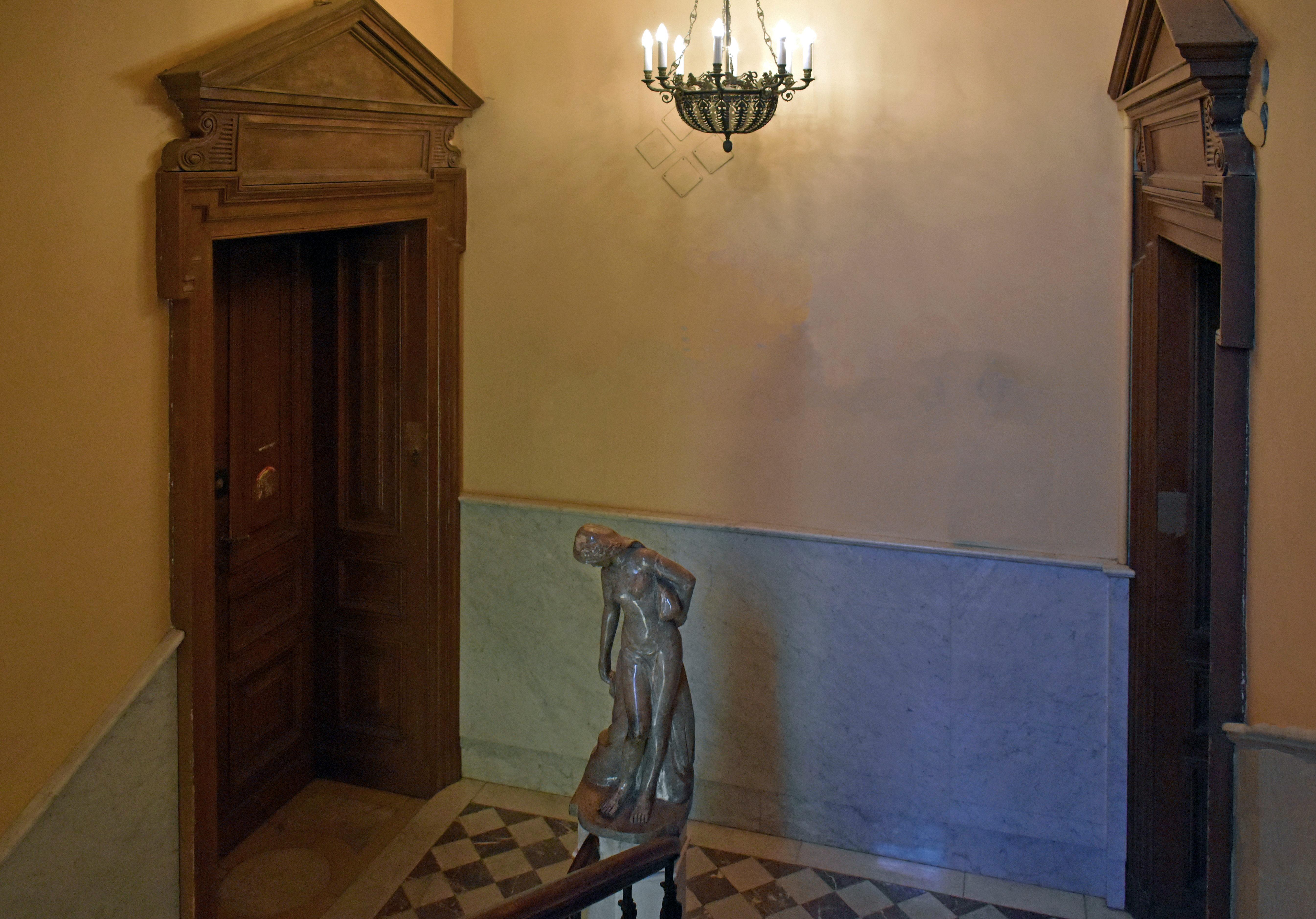
Klatka schodowa i rzeźba Wenus
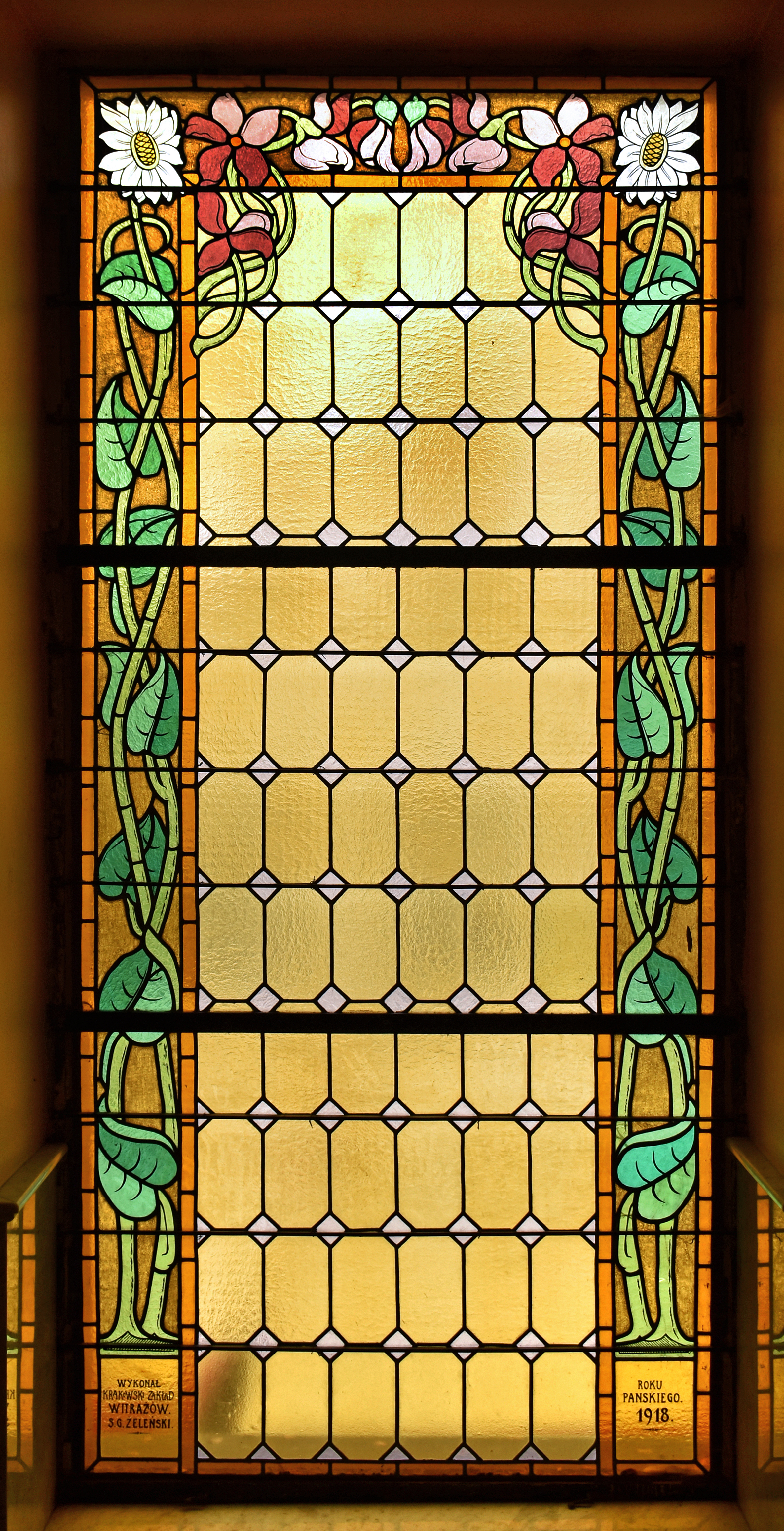
Witraż na I półpiętrze
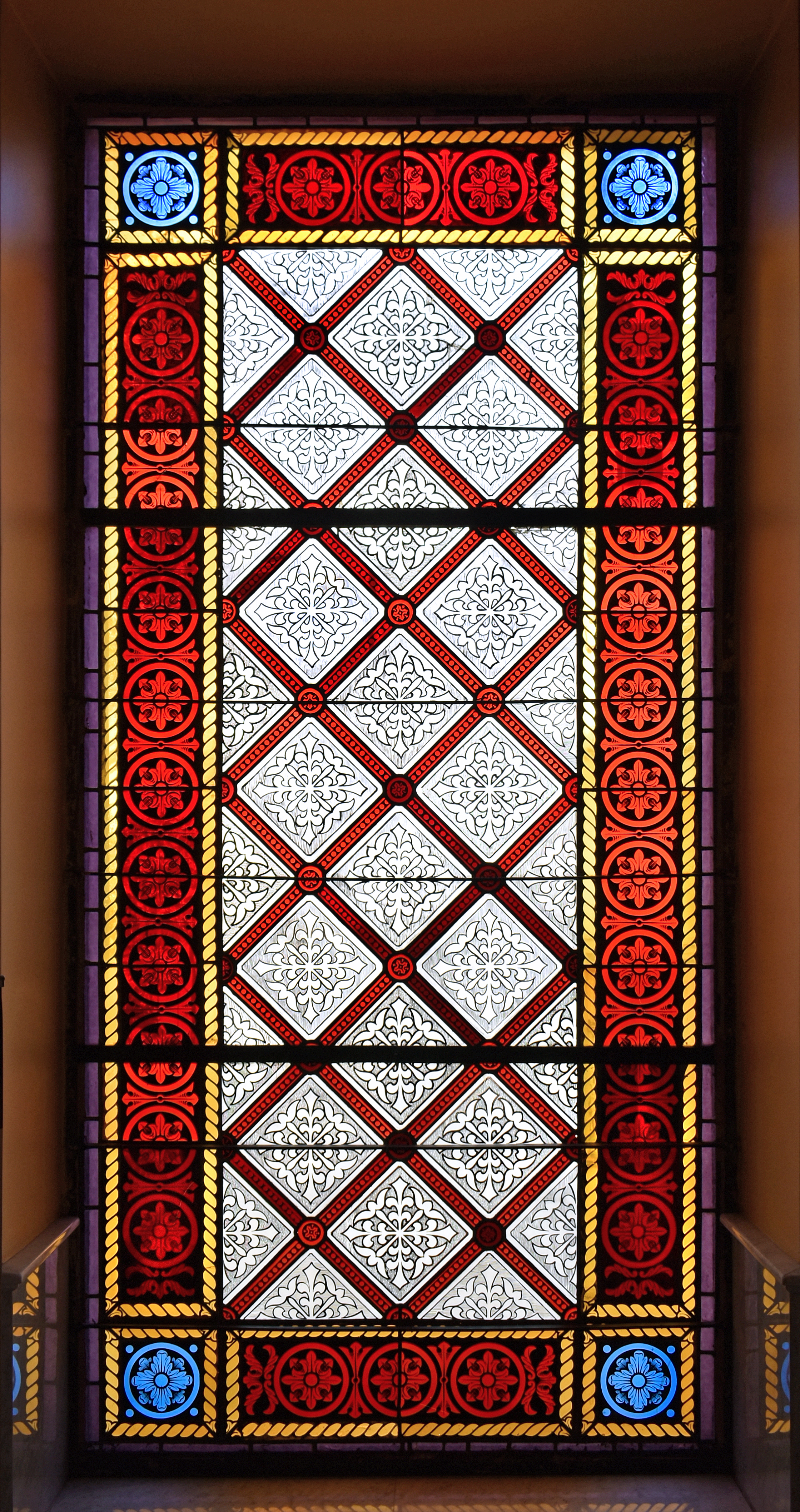
Witraż na II półpiętrze